# Казахстан (Шардаринский район)
Казахстан (каз. Қазақстан) — село в Шардаринском районе Туркестанской области Казахстана. Входит в состав Целинного сельского округа. Код КАТО — 516455200.

## Население
В 1999 году население села составляло 3563 человека (1802 мужчины и 1761 женщина). По данным переписи 2009 года, в селе проживали 4393 человека (2228 мужчин и 2165 женщин).